# اندیس سنگ تزئینی چنار میشاخور
سنگ تزئینی (مرمریت گوهره خرم آباد) چنار میشاخور یک اندیس مصالح ساختمانی است که در  استان لرستان قرار دارد و مادهٔ معدنی موجود در آن، سنگ تزئینی است. سنگ میزبان این اندیس سنگ آهک دولومیتی است و دیرینگی آن به دوران الیگومیوسن می‌رسد.
این معدن در سال ۱۳۷۵ به مدیر عاملی اقای مراد طولابی منفرد به بهره برداری رسید که در سال ۱۳۸۰ به علت مشکلاتی در عملیات استخراج  عملیات استخراج از آن فعلا متوقف شده است. سنگ این معدن در رده سنگ‌های ممتاز در نوع خود می‌باشد.